# 陈凤喈
陈凤喈，山東濰縣人，清朝政治人物。拔貢出身。
道光二年，接替周遐福。擔任江蘇荆溪縣知縣署。后由姚大成接任。陈凤喈曾于1816年接替马昭援任青浦县知县一职，1817年由王维接任。